# Système de planification de traitement
Un système de planification de traitement, couramment abrégé TPS pour l'anglais : treatment planning system, est un logiciel permettant de préparer un plan de traitement par irradiation en radiothérapie.
En radiothérapie externe, il permet de définir une balistique de traitement grâce à l'acquisition préalable d'images tomodensitométriques d'un patient puis de simuler la dose déposée aux différents tissus de ce dernier.